# Cristian Ion Gheorghe Ciucu

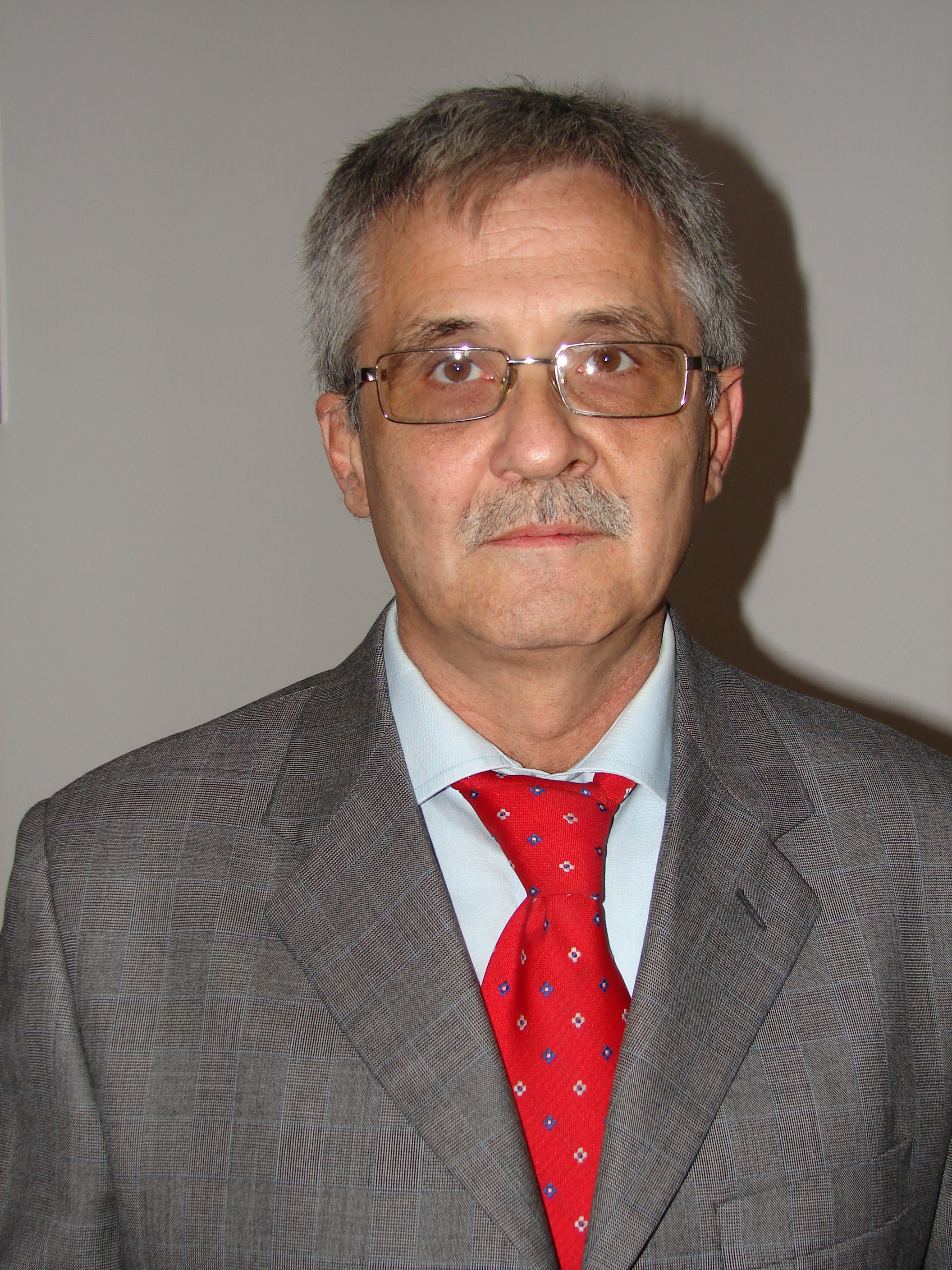
Cristian Ion Gheorghe Ciucu - poza tip portret - septembrie 2006

Cristian Ion Gheorghe Ciucu (n. 14 mai 1953, București, România – d. 5 aprilie 2011, București) a fost un fizician, cercetător, profesor, preocupat cu pregătirea membrilor lotului lărgit al Olimpiadei de Fizică, fiu al lui George Ciucu. 

## Date biografice

### Studii
- 1968-1972 - Liceu: Mihai Viteazul, secția: reală.
- 1972-1976 - Licența: Universitatea din București, Facultatea de Fizică; domeniul: fizică.
- 1976-1977 - Masterat: Universitatea din București, Facultatea de Fizică; domeniul: biofizică.
- 1981-1987 - Stagiu doctoral: Universitatea din București, Facultatea de Fizică; domeniul: fizica stării solide. Teza de doctorat cu titlul “Unda de densitate de sarcină în materiale cuasiunidimensionale”. Conducător științific: Plăvițu Constantin.

### Carieră didactică
Începând din septembrie 1981 a ocupat prin concurs postul de asistent universitar la Facultatea de Fizică a Universității din București, Catedra de Mecanică, Fizică Moleculară, Fizica Polimerilor și Fizica Globului Terestru. A susținut seminarii și lecții de laborator de mecanică fizică și fizică moleculară pentru studenții primului an de studiu ai Facultății de Fizică. A introdus în aceasta perioada noi lucrări de laborator de mecanică, lucrări apărute în cartea “Mecanică Fizică și Acustică – lucrări practice”  fiind coautor la aceasta carte. 
În 1987 a început să țină cursul de Mecanică Fizică și Acustică la secția de fizică tehnologică. În aceeași perioadă a avut ore de seminarii și laborator la Facultatea de Geologie a Universității din București.
În anul 1989 a ținut cursuri la secția de Matematică-Fizică, iar după anul 1990 cursuri generale de Fizică la Facultatea de Geologie și Facultatea de Geografie. Aceste cursuri au fost bine apreciate de conducerea facultăților respective.
În anul 1992 a ocupat, prin concurs, postul de lector universitar la Facultatea de Fizică a Universității din București, Catedra de Mecanică, Fizică Moleculară, Fizica Polimerilor și Fizica Globului, În această funcție a susținut cursuri de mecanică fizică și acustică, seminarii și lecții de laborator de mecanică și fizică moleculară pentru studenții primului an de studii ai Facultății de Fizică a Universității din București. Începând din anul 1996 a ținut cursului de Mecanică Fizică și Acustică la secția limba engleză. Pentru a facilita pregătirea studenților a publicat cursul “Introducere în teoria relativității” în anul 2005 la editura Universității din București.
Tot începând din anul 1996 a ținut cursuri de Seismologie și Surse și Mecanisme Seismice la licență și masterat din cadrul secției de Fizică și Protecția Mediului.
Complementar acestor cursuri și lecții practice a publicat în anul 2001 cursul “Elemente de seismologie”, editura Universității din București precum și lucrarea “Teme practice de seismologie” în anul 2005, editura Universității din București.
Din anul 2006-2007 și până la deces, a ținut o serie de lecții legate de Teoria Relativitatii Restranse si Propagari de Unde Elastice la Școala Doctorală a Facultății de Fizică. 
A făcut parte în anul 2007 din comisia de evaluare numită prin decizia Rectorului Universității din București nr. 684 din data de 19.11.2007, având ca obiect achiziționarea de echipamente pentru dotarea laboratoarelor de licență (laboratorul de Mecanică-Fizică) din cadrul Facultății de Fizică. A participat activ la montarea lucrărilor noi din cadrul laboratorului de Mecanică-Fizică și Acustică.
Din anul 2008 și până la deces, a ocupat, prin concurs, postul de conferențiar universitar la Facultatea de Fizică a Universității din București.
A participat în numeroși ani la pregătirea lotului lărgit al participanților Olimpiadei Internaționale de Fizică, precum și la concursul de selecție. Această activitate este ilustrată de lucrările: „Concursul de Preselecție pentru Olimpiada de Fizică” – 2002, 2004 unde apar și contribuțiile sale sub formă de lecții sau probleme propuse pentru selecție.

### Activitatea de cercetare
În anii 1980 activitatea de cercetare s-a concentrat în studiul unei serii de materiale cuasiunidimensionale (din fizica materiei condensate). Acesta a constituit un subiect major de studiu în acea perioadă și a evoluat în multiple direcții. Astfel au fost publicate o serie de lucrări științifice, ce se regăsesc în secțiunea lucrărilor (poz. 1-6). S-a ocupat de proprietățile fundamentale ale mecanismelor de transport, excitații elementare, excitații optice și opto-electronice într-un reprezentat tipic al materialelor cuasi-unidimensionale anorganice, anume platino-cianura de potasiu (sarea Krogman).
Începand cu anul 1997 a preluat cursul de Seismologie de la Facultatea de Fizică, activitatea de cercetare fiind axată pe acest domeniu. Împreună cu cercetatori din cadrul Institutului Național de Fizică al Pământului (de exemplu Gh. Mărmureanu), Măgurele a participat la o serie de teme de cercetare și contracte. În cadrul acestei colaborări a publicat rezultatele importante, ce se regăsesc în secțiunea lucrărilor (poz. 7-11).

### Alte date biografice
Între oct. 1977 - sept. 1981, a ocupat poziția de fizician al Institutului de Fizică Atomică cu preocupări în domeniul: Creșteri medii active laser și caracterizarea acestora prin spectroscopie, RES, RMN Măgurele, România.
A contribuit la activitatea de perfecționare a cadrelor didactice din licee și școli, ținand cursuri de pregătire și conducând lucrări de gradul I.
Începând cu anul 1991 a participat în calitate de Președinte al comisiei de Bacalaureat la susținerea acestui examen la numeroase licee din țară.
În anul 2004, s-a aflat pe listele candidaților la Senatul României, din partea Partidului Noua Generație.
Pentru activitatea sa în cadrul catedrei, prof. Cristian Ciucu a fost recompensat cu gradație de merit și în perioada 01.01.2007-01.01.2008 cu salariu de merit.
Membru al Societății Române de Chimie.

### Programe de cercetare
Începând cu anul 2005 s-a implicat în realizarea unui număr de trei proiecte de cercetare:
1. CEEX - “Agregare Supramoleculară și transport nanostructural” programul Cercetare de Excelență CERES - membru în echipa de cercetare (2005-2008) - catalogat ca un proiect important finalizat sub conducerea INCD;[12]
2. CEEX - “Elaborarea modelului teoretic și practic pentru monitorizarea anomaliilor magnetice și infrasonice precursoare cutremurelor; influențe meteo” - Membru în echipa de cercetare (2006-2009);
3. CEEX - “Modele de evaluare a deformațiilor crustale prin date satelitare de interferometrie radar, aster și GPS pentru predicția riscului seismic în zona Vrancea-Modevra” - Coordonator proiect (2005-2008)[13].

### Lucrări
Articole științifice: 
- 8 lucrări publicate în reviste cotate ISI;
- 23 lucrări publicate în următoarele reviste cu referenți in tara: JOAM Rev. Roum de Physique (3); Studii și cercetări de fizică (4); Analele Universității București (6); Rev. Roum. Sci. Techn-Mec. Appl. (2); Biotehnological Letters (2); Roum. J. Biochem (1); Farmacologie și Toxicologie Clinica (9); U.P.B. Sci. Bull. (1)

Cârti publicate: 
1. “Elemente de seismologie” - C. Ciucu, O.A. Dobrescu, Ed. Univ. București, 2001, 120 pag;
2. ”Introducere în mecanica relativistă” - C. Ciucu,  Ed. Univ. București, 2005, 155 pag;
3. ”Teme practice de seismologie” - C. Ciucu,  Ed. Univ. București, 2005, 155 pag;
4. “Mecanică fizică și acustică, Lucrări practice” - C. Ciucu, Cristina Miron, Valentin Barna, Cătălin Berlic. - Ed. a 9 - a. București : Editura Universității din București, 2009[14].

Exemplu de lucrări publicate în reviste cu caracter științific internațional:
1. „Proprietatile fizice ale platino-cianurii de potasiu” - C. Ciucu, M. Apostol și A. Corciovei, St. Cerc. Fiz. 38 436 (1986),
2. „Ground-state energy of the coupled electron-phonon system in one dimension within the bubble approximation” - C. Ciucu, R. Fazio și M. Apostol, An. Univ; București Fizica XXXV 73 (1986),
3. „Ecuatiile cimpului mediu in formalismul integralei functionale” - R. P. Lungu, C. Ciucu, A. Corciovei și M. Apostol, Conf. Nat. "Progrese în Fizică", București, 1987,
4. „Polaritoni in platino-cianura de potasiu” - C. Ciucu, M. Apostol și A. Corciovei, Conf. Nat. "Progrese în Fizică", București, 1987,
5. „Peierls-Frohlich transition in quasi-one-dimensional materials” - C. Ciucu, M. Apostol and A. Corciovei, An. Univ. București, Fizica, XXXVI 63 (1987),
6. „Peierls-Frohlich transition in qusi-one-dimensional materials” - C. Ciucu, M. Apostol si A. Corciovei, Rev. Roum. Phys. 32 889 (1987),
7. „SH-waves propagation in folieted half-space.Effects induced by interaction with Moho layer” - M. Misicu, Gh. Mărmureanu, B. Apostol, C. Ciucu, Rev. Roum. Sci. Techn-Mec. Appl., Tome 44, no.4, p.447-458, 1999
8. „Amplification of SH-wave in many layered half-space. Exact zonal determination for Bucharest” - M. Misicu, Gh. Mărmureanu, B. Apostol, C. Ciucu, Rev. Roum. Sci. Techn-Mec. Appl., Tome 44, No. 2, p.119-125, 1999
9. „Particularitatiile cutremurelor vrancene in evaluarea si reducerea riscului seismic” - Gh. Mărmureanu, C. Cioflan, C. Ciucu, B. Apostol, Ses. de comunicări știițifice, Univ. Buc. 21-23.05.1999
10. „Scalarea spectrelor cutremurelor subcrustale” - M. Radulian, C. Ciucu, Ses. de comunicări știițifice, Univ. Buc. 21-23.05.1999
11. „Applicability of deterministic methods in seismic site effects modeling” - C. O. Cioflan, M. Radulian, C. Ciucu, B. F. Apostol, 2005 Annual Scientific Conference, Faculty of Physics, Univ. Buc.

### Diplome/Distincții
- Diplomă de onoare pentru merite deosebite în activitatea științifică - Colocviul "Tineretul, fizica și progresul tehnico-științific", 1980.
- Diplomă de onoare pentru participarea la pregătirea lotului României la cea de a 39 - a Olimpiadă Internațională de Fizică, HANOI, 2008.
- Diplomă pentru rezultate deosebite în activitatea de cercetare, materializată prin articolul Triple-barrier resonant tunneling: A transfer matrix approach, autori: Cristian Ciucu I., Simion Cristian E. - emitent: Universitatea din București.